# Nantyglo and Blaina
Nantyglo and Blaina (en anglais) ou Nantyglo a Blaenau (en gallois) est une communauté du Blaenau Gwent, au pays de Galles.
Comme son nom l'indique, elle se compose des deux petites villes de Blaina et Nantyglo (en). Au recensement de 2011, elle comptait 9 443 habitants.